# Constanze Mozart

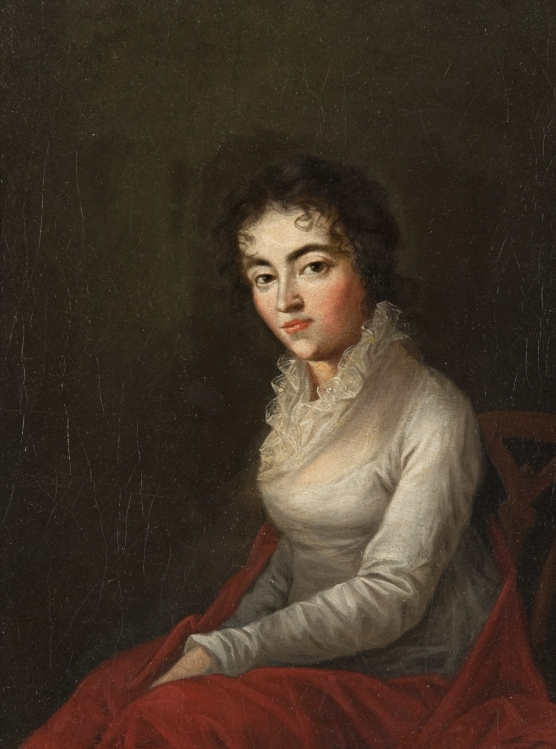
Constanze Mozart

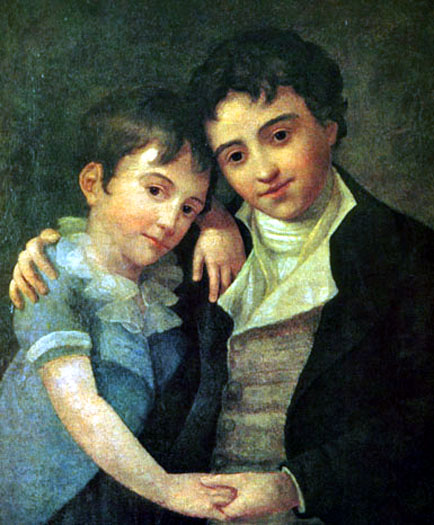
Carl Thomas und Franz Xaver Mozart, Söhne von Mozart

Maria Constanze Caecilia Josepha Johanna Aloisia Mozart, geborene Weber (* 5. Januar 1762 in Zell im Wiesental; † 6. März 1842 in Salzburg) war eine österreichische Sopranistin und Nachlassverwalterin der Werke ihres Ehemannes Wolfgang Amadeus Mozart. Sie war die Cousine von Carl Maria von Weber.

## Leben
Constanze Mozart war die dritte von vier Töchtern von Franz Fridolin Weber und Maria Cäcilia Cordula Stamm. Die Familie lebte seit Juli 1764 in Mannheim, wo der Vater Bassist und Kopist am Theater war und die zweitälteste Schwester Aloisia Koloratursopranistin. Dort lernten sich Mozart und Constanze Weber 1777 kennen. Mozart verliebte sich aber zunächst in ihre Schwester Aloisia. 1781 traf Mozart die inzwischen nach Wien übersiedelte Familie Weber wieder. Aloisia hatte inzwischen Joseph Lange geheiratet. In Wien wohnte Mozart eine Zeit lang bei den Webers, musste jedoch „wegen des Geredes der Leute“ die Wohnung wechseln.
Am 4. August 1782 heirateten die beiden mit Dispens vom dreimaligen Aufgebot. Nach Mozarts Briefen zu urteilen, war es eine glückliche Ehe. Sie habe ihm die Inspiration gegeben, die er für seine Kompositionen brauchte. Mehrere Werke sind für sie geschrieben, darunter die Sopranpartie der Großen c-Moll-Messe, die sie bei der Uraufführung in der Salzburger Peterskirche singen sollte. Sie begleitete ihn auch auf den meisten seiner Reisen.
Während ihrer Ehe mit Mozart war Constanze in acht Jahren sechsmal schwanger, was ihre Kräfte derart auslaugte, dass sie immer wieder ans Bett gefesselt war. Von den Kindern Raimund Leopold (1783), Carl Thomas (1784–1858), Johann Leopold (1786), Theresia (1787), Anna (1789) und Franz Xaver Wolfgang (1791–1844) starben vier als Säuglinge. Belastet war sie zudem durch häufige Umzüge und die Geldknappheit der letzten Jahre.
Nach Mozarts Tod 1791 stand Constanze alleine mit ihren beiden Kindern und den Schulden ihres Mannes da. Um sich und die Kinder durchzubringen, veranstaltete sie gemeinsam mit ihrer Schwester Aloisia mehrere Benefizkonzerte und 1795/96 eine Konzertreise mit Mozarts Werken. Am 23. Mai 1795 kündigte sie in der Wiener Zeitung auch eine „Pränumeration auf eine Opera Seria im Clavier-Auszuge von Mozart“ an, wobei die Vorbestellung in Wien bei der Musikalienhandlung Artaria & Co. oder bei der „unterzeichneten Wittwe selbst, in der Krugerstrasse beym blauen Säbel Nr. 1047 im 2ten Stock“ erfolgen konnte. Die Kinder brachte sie auf das Landgut Vila Bertramka des befreundeten Ehepaares Josepha und Franz Xaver Duschek bei Prag. Die noch vorhandenen Autographen Mozarts verkaufte sie nicht sofort, sondern erst zur Jahreswende 1799/1800 an den Offenbacher Musikverleger Johann Anton André. Zehn Jahre später, 1809, heiratete Constanze in Preßburg Georg Nikolaus Nissen, einen dänischen Legationssekretär und Diplomaten, mit dem sie 1810 nach Kopenhagen übersiedelte. Zwischen 1820 und 1824 bereiste das Ehepaar Deutschland, bevor es im August 1824 nach Salzburg zog. Spätestens hier begann sie gemeinsam mit ihrem Mann die Arbeit zu einer der ersten Biografien über W. A. Mozart. Nissen starb 1826. Constanze gab die Biografie 1828 heraus.

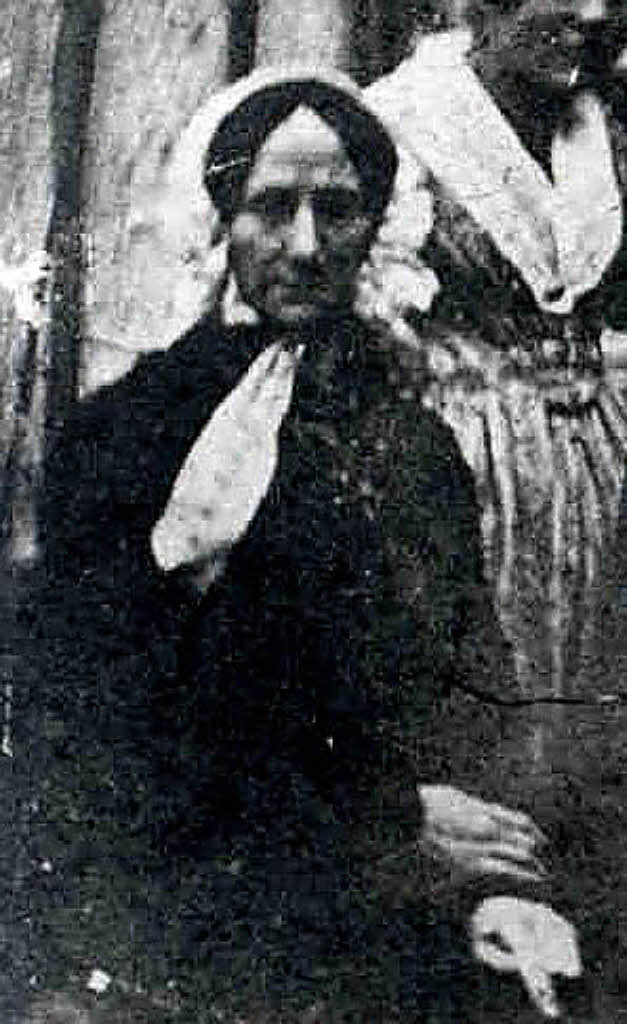
Angeblich Constanze Mozart 1840

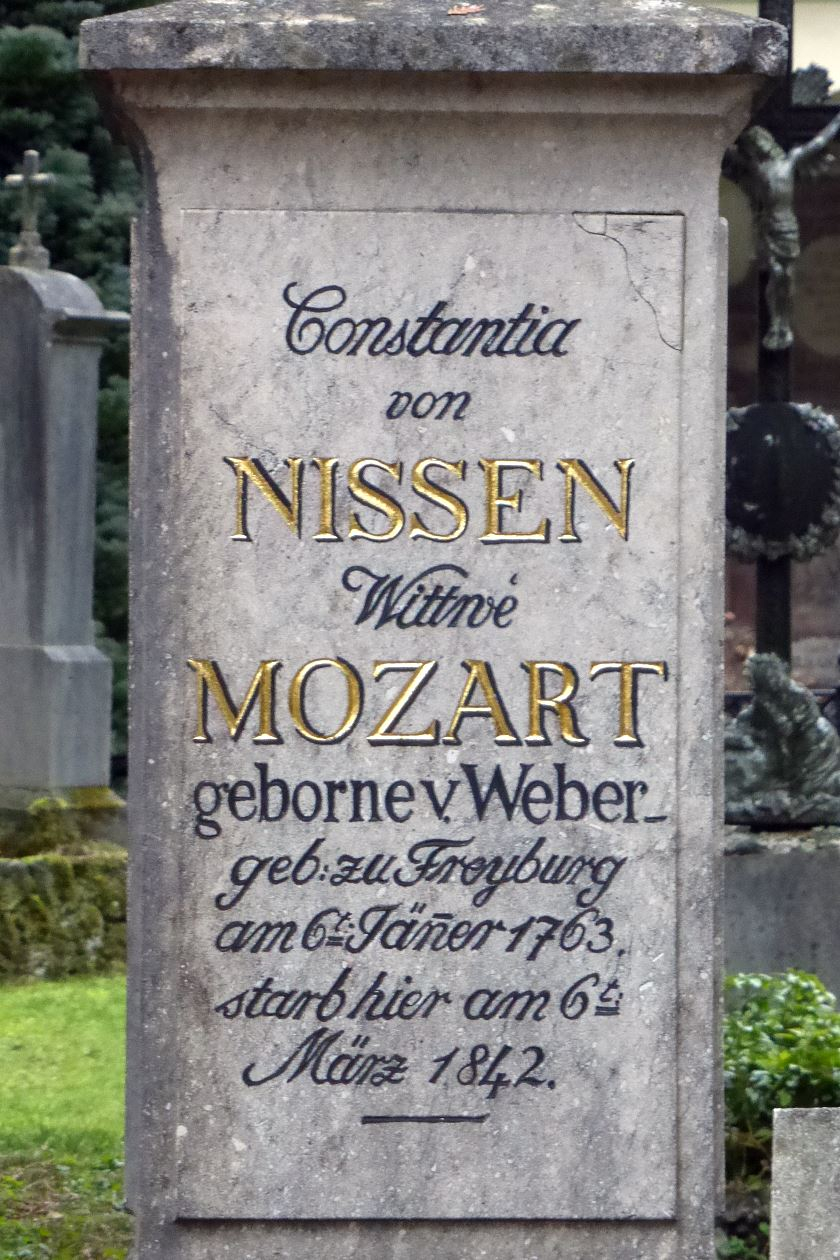
Grabstein von Constantia Nissen im Innenhof des Sankt-Sebastiansfriedhofs in Salzburg

1826 zog ihre verwitwete Schwester Sophie zu ihr und betreute sie bis zu ihrem Tod. Am 8. März 1842 wurden die sterblichen Überreste Constanzes im Grab der Familie Nissen/Mozart auf dem Sankt-Sebastiansfriedhof in Salzburg beigesetzt. Ihr Schwiegervater Leopold Mozart ist nicht in diesem Grab, sondern in der Kommunalgruft von Sankt Sebastian beerdigt.
2005 wurde in Altötting eine Kopie einer angeblich aus dem Jahr 1840 stammenden Daguerreotypie wiedergefunden, auf der die 78-jährige Constanze gemeinsam mit der Familie des Komponisten Max Keller abgebildet sein soll. Die Echtheit wurde angezweifelt, da die Daguerreotypie erst ein Jahr zuvor erfunden worden war und andere Freilicht-Gruppenbilder aus dieser Zeit nicht überliefert sind (Carl Ferdinand Stelzners Aufnahme des Hamburger Künstlervereins stammt aus dem Jahr 1843). Eine Untersuchung des Bayerischen Landeskriminalamts kam zu dem Ergebnis, dass etliche Merkmale im Gesicht der alten Dame auch auf früheren Porträts von Constanze zu finden seien. Das Foto wurde wahrscheinlich von dem Burghauser Künstler Karl Klemens della Croce aufgenommen, einem Enkel Johann Nepomuk della Croces.

## Rezeption
2006 wurde die „musikalische Komödie“ Die Weberischen von Felix Mitterer, die die Geschichte von Constanze Mozart und ihrer Familie erzählt, von den Vereinigten Bühnen Wien uraufgeführt.
Heidi Knoblich veröffentlichte 2006 den biographischen Roman Constanze Mozart geb. Weber. Auf ihre Initiative hin wurde eine neue Beetrose des Zuchtbetriebs W. Kordes’ Söhne Constanze Mozart benannt und am 13. Juli 2012 von Gräfin Bettina Bernadotte auf diesen Namen getauft. Am 29. Juli wurde ein mit Constanze Mozart bepflanztes Beet im Stadtpark von Constanzes Geburtsort Zell feierlich enthüllt.